# Справка (фильм)
«Справка» — короткометражный художественный фильм режиссёра Киры Муратовой, смонтированный из неиспользованных кадров её полнометражного фильма «Настройщик». Премьера фильма состоялась в 2005 году на Берлинском международном кинофестивале.

## Сюжет
Скромный интеллигент в шляпе Григорий приходит в кабинет к своей знакомой — врачу Маргарите. Он просит выдать ему свидетельство о смерти собственной матери, которая, по его словам, умерла. Получив справку из рук расторопной медсестры Любы (врач занята приёмом пациентки — старушки в чёрных шёлковых чулках с подвязками), Григорий уходит домой. По дороге покупает венок. Григорий звонит в дверь своей квартиры, из-за которой раздаётся голос матери: «Кто там?».

## В ролях
| Актёр              | Роль                |
| ------------------ | ------------------- |
| Юрий Невгамонный   | Григорий            |
| Нина Русланова     | медсестра Люба      |
| Инга Доронина      | Маргарита Захаровна |
| Белла Сайдаковская | пациентка           |

## Съёмочная группа
- Режиссёр: Кира Муратова
- Автор сценария: Борис Херсонский
- Оператор: Геннадий Карюк
- Художник-постановщик: Евгений Голубенко
- Художник по костюмам: Руслан Хвастов
- Продюсер: Сергей Члиянц

## Награды и номинации
Номинация в категории «За лучший короткометражный фильм» на Берлинском международном кинофестивале в 2005 году.

## Трактовки
Открытый финал и авторский стиль режиссёра позволяет интерпретировать этот фильм по-разному. Критики, как правило, трактуют основной конфликт фильма как пародию на борьбу Эроса и Танатоса. Эта же тема отражается в основном сюжетном мотиве — обыгранном режиссёром эдиповом комплексе.